# Nicky Adler
Nicky Adler (Lipsia, 23 maggio 1985) è un ex calciatore tedesco, di ruolo attaccante.

## Carriera

### Club
Ha giocato 13 partite nella prima divisione tedesca e 3 partite in Coppa UEFA.

### Nazionale
Ha partecipato ai Mondiali Under-20 del 2005.